# Dermatose bulleuse
 (novembre 2023).
Si vous disposez d'ouvrages ou d'articles de référence ou si vous connaissez des sites web de qualité traitant du thème abordé ici, merci de compléter l'article en donnant les références utiles à sa vérifiabilité et en les liant à la section « Notes et références ».
 Mise en garde médicale
Les dermatoses bulleuses sont l'ensemble des affections dermatologiques pouvant présenter des lésions bulleuses dans leurs signes cliniques.

## Clinique
La lésion élémentaire est la bulle, on trouve également d'autres lésions élémentaires. Certaines dermatoses bulleuses s'accompagnent d'eczéma, d'urticaire, de trouble de la pigmentation, d'ulcération, d'un prurit et de cicatrices.
Le contexte clinique est important pour l'orientation diagnostic. L'âge, la grossesse, la prise de médicament donnent des renseignements précieux au clinicien.
Le cytodiagnostic de Tzanck, et les examens en immunofluorescence directe et indirecte aident au diagnostic étiologique.
L'état général des patients, les tares associées doivent être connues pour choisir le traitement.

## Étiologie
Les causes de dermatose bulleuse sont répartis de façon suivante :
- Les toxidermies (érythème pigmenté fixe, érythème polymorphe, syndrome de Lyell)
- Causes physiques (brûlure, frottements) ou chimique (dermite des prés)
- Causes infectieuses (impétigo bulleux, épidermolyse staphylococcique aiguë, érythème polymorphe infectieux)
- La Porphyrie cutanée tardive
- causes héréditaires (épidermolyse bulleuse congénitale : épidermolyse bulleuse dystrophique, épidermolyse bulleuse épidermolytique, incontinentia pigmenti, mastocytose bulleuse, acrodermatitis enteropathica, porphyrie congénitale, etc.)
- les formes auto-immunes (pemphigoïde bulleuse, pemphigus, pemphigoïde gestationis, dermatite herpétiforme et épidermolyse bulleuse acquise)

## Dermatose bulleuse congénitale
Dans ce groupe de dermatoses, on regroupe celles diagnostiquées chez le nourrisson et l'enfant. Elles sont dues à des anomalies génétiques responsable d'une mauvaise cohésion des différentes structures de la peau.
On parle d'épidermolyse bulleuse héréditaire, que l'on classe en fonction des zones cutanées clivées : l'épidermolyse bulleuse simple, jonctionnelle ou dystrophique.
D'autres maladies génétiques telle l'acrodermatite entéropathique sont dues à une carence en Zinc.
Il existe des génodermatoses comme l'incontinentia pigmenti s'accompagnant de trouble de la pigmentation cutanée.

## Dermatose bulleuse auto-immune
Généralement acquise, ce type de dermatose est due à l'effet d'anticorps ciblant des éléments constitutifs de la peau, comme les desmosomes, protéines de cohésion entre deux cellules adjacentes, et les hémidesmosomes, protéines de cohésion entre cellules et matrice extracellulaire.

### Pemphigus
Les pemphigus sont des dermatoses bulleuses acquises. Ils s'expriment sous la forme typique du pemphigus vulgaire, mais il existe des formes rares de pemphigus, tel le pemphigus séborrhéique, le pemphigue foliacé et le pemphigus végétant.

### Pemphigoïde
La pemphigoïde bulleuse est une dermatose bulleuse auto-immune sous-épidermique définie, sur le plan immunologique, par une autoimmunisation contre deux protéines de structure de la jonction dermo-épidermique (membrane basale), d'une masse moléculaire de 230 kD (appelée BPAG1 ou AgPB230) et de 180 kD (appelée BPAG2, AgPB180 ou collagène XVII), localisées dans les hémidesmosomes.

### Autres formes
Il existe des formes particulières de dermatoses bulleuses auto-immunes.
Chez la femme enceinte après le premier trimestre, on retrouve la pemphigoïde gestationis caractérisée par l'éruption bulleuse de la région péri-ombilicale, récidivante à chaque grossesse, et à la prise d'hormones œstroprogestatives (pilule contraceptive)
Chez l'enfant et l'adulte jeune, la dermatite herpétiforme se caractérise par l'éruption bulleuse des zones cutanées postérieures (dos, fesses, face d'extension des bras) accompagnée d'un prurit. Le traitement utilise le dapsone et un régime sans gluten peut-être proposé en cas de maladie cœliaque.

### Comparaison
Éléments cliniques permettant de différencier les différentes dermatoses bulleuse auto-immunes les plus caractéristiques :
|                            | Pemphigoïde bulleuse                                                                | Pemphigus vulgaire                                                                  | Herpès gestationis                                                | Dermatite herpétiforme                      |
| -------------------------- | ----------------------------------------------------------------------------------- | ----------------------------------------------------------------------------------- | ----------------------------------------------------------------- | ------------------------------------------- |
| Anticorps                  | Ac anti-hémidesmosome de membrane basale                                            | Ac antidesmosome                                                                    | Herpes gestationis factor                                         | Ac anti-réticuline Ac antigliadine          |
| Histologie                 | Clivage de la basale, éosinophiles nombreux                                         | Bulle intradermique par acantholyse                                                 | Clivage de la basale                                              | Clivage de la basale, neutrophiles nombreux |
| Immunofluorescence directe | Dépôt de la jonction dermo-épidermique d'IgG et C3                                  | Dépôt intra-épidermique d'IgG et C3, aspect en résille                              | Dépôt de la jonction dermo-épidermique d'IgG et C3                | Dépôt sur les papille dermiques d'IgA       |
| Âge                        | > 60 ans                                                                            | > 40 ans                                                                            | grossesse                                                         | 20 à 40 ans                                 |
| Signe de Nikolsky          | Absent                                                                              | Présent                                                                             | Absent                                                            | Absent                                      |
| Prurit                     | Intense                                                                             | Absent                                                                              | Présent                                                           | Intense                                     |
| État général               | conservé                                                                            | altéré                                                                              | Conservé                                                          | Conservé                                    |
| Atteinte muqueuse          | peu fréquent (10 %)                                                                 | Souvent (90 %)                                                                      | Rare                                                              | Rare                                        |
| Évolution                  | Chronique par poussées                                                              | Chronique par poussées                                                              | Récidive à chaque grossesse                                       | Chronique par poussées                      |
| Étiologie                  | Primitive                                                                           | Primitif, Médicamenteux, Lupus, Paranéoplasique (LNH, LLC)                          | Hormonale                                                         | Intolérance au gluten                       |
| Traitement                 | Corticothérapie locale à forte dose (propionate de clobétasol (en))                 | Corticothérapie par voie générale ou par voie locale en cas de CI                   | Corticothérapie par voie générale ou par voie locale en cas de CI | Disulone (dapsone) Régime sans gluten       |
| Complications              | Infectieuses et trouble hydroélectrolytiques Dues aux traitements immunosuppresseur | Infectieuses et trouble hydroélectrolytiques Dues aux traitements immunosuppresseur |                                                                   |                                             |

## Dermatoses bulleuses infectieuses
De nombreux germes infectieux sont responsables de lésions bulleuses.

### Impétigo bulleux
Courant chez l'enfant, l'impétigo streptoccocique ou staphyloccocique peut se caractériser par une éruption bulleuse superficielle, faite de petites bulles fragiles sur une peau érythémateuse. On note l'apparition de croute jaunâtre sur les lésions entourant les narines ou la bouche.

### Érythème polymorphe
L'érythème polymorphe fait partie des dermatoses bulleuses dont certains agents pathogène sont des virus ou des bactéries (Mycoplasme, herpès virus, chlamydia). Les lésions prennent l'aspect de cocardes centrées par une bulle et se répartissant sur les mains, les coudes, les genoux et le dos. Inconstante, l'altération de l'état général du patient fait toute la gravité de l'affection.

## Dermatoses bulleuses médicamenteuses
La prise de médicaments et par extension l'exposition à des substances toxiques ou irritantes voire des agressions par agents physiques (soleil) peut conduire au développement d'une dermatose bulleuse.

### Syndrome de Lyell
Le syndrome de Lyell est une affection grave déclenchée quasi exclusivement par la prise d'un médicament. Parmi les traitements les plus souvent incriminés, on retrouve les sulfamidés, les barbituriques, les anti-inflammatoires non stéroïdiens etc.

### Porphyrie cutanée tardive
Affection à part, cette maladie peut laisser apparaitre des lésions bulleuses des zones cutanées photo-exposées telles les mains et le visage. Des médicaments peuvent déclencher des dermatoses bulleuses en utilisant le soleil comme cofacteur. Ces lésions bulleuses sont généralement cicatricielles puisqu'elles laissent des kystes en disparaissant.